# Jean-François Mayet
Pour les articles homonymes, voir Mayet.
Jean-François Mayet, né le 30 janvier 1940 à Vatan, est un homme politique français. Membre de l’UMP puis de LR, il est maire de Châteauroux de 2001 à 2014, conseiller général pour le canton de Châteauroux-Centre de 2001 à 2008 et sénateur de l'Indre de 2008 à 2020.

## Biographie
Né le 30 janvier 1940 à Vatan, il est brièvement instituteur puis mène une carrière de chef d'entreprise dans le secteur des services informatiques et les concessions automobiles.
Il devient ensuite président de la Chambre de commerce et d'industrie de l'Indre, puis est élu maire (UMP) de Châteauroux en 2001. Il est aussi président de la Communauté d'agglomération de Châteauroux et a représenté le canton de Châteauroux-Centre au conseil général de l'Indre de 2001 à 2008.
Au cours de son premier mandat, la ville et son agglomération sont les premières de France à adopter la gratuité des services de transports urbains (dès 2001). Il a également à son actif l'édification de la salle de spectacle "Le Tarmac", inaugurée en novembre 2007 à Déols.
Le 9 mars 2008, il est réélu maire de Châteauroux avec 50,23 % des suffrages dès le premier tour, où son principal concurrent est l'ancien député-maire PS Jean-Yves Gateaud.
Il est élu sénateur de l'Indre le 21 septembre 2008. Atteint par le cumul des mandats, il abandonne alors son mandat de conseiller général et est remplacé à ce poste par Florence Petipez (UMP), élue le 14 décembre 2008. 
Aux élections municipales de mars 2014, il choisit de ne pas se représenter à la mairie de Châteauroux et soutient la candidature de Gil Avérous. 
En juillet 2015, il se fait remarquer par des propos sexistes tenus lors d'un débat sur le projet de loi santé en associant la désertification médicale à la féminisation de la profession de médecin, affirmant que « 75 % des nouveaux diplômés sont des femmes. Or nonobstant l'égalité, elles sont quand même là pour faire des enfants ». Pour cette déclaration, l'association féministe Chiennes de garde lui décerne le prix du « macho de l'année ».
Il soutient Nicolas Sarkozy pour la primaire présidentielle des Républicains de 2016. Il parraine ensuite Laurent Wauquiez pour le congrès des Républicains de 2017.